# Justus Alexander Saxer
Justus Alexander Saxer (* 21. November 1801 in Dorum; † 19. September 1875 in Stade) war ein deutscher lutherischer Theologe und Generalsuperintendent der Generaldiözese Bremen-Verden.

## Leben
Saxer war ein Sohn des Pastors Georg Ludwig Saxer in Selsingen. Nach dem Besuch der Volksschule in Selsingen kam er auf das Stader Gymnasium, wo vor allem der damalige Konrektor Sattler bedeutenden Einfluss auf ihn ausübte. Er studierte Philosophie und Theologie in Göttingen und wurde dort Mitglied des Corps Bremensia. 1822 wurde er Gymnasiallehrer in Stade, 1829 zweiter Pastor und Rektor, 1839 erster Pastor in Dorum, wo bereits sein Vater Pastor gewesen war. 1844 kam er als Pastor nach Debstedt. 1847 wurde er zum Superintendenten der Inspektion Lehe ernannt. Nach dem Tod des Konsistorialrats von Hanffstengel wurde er 1857 Konsistorialrat in Stade. Ab 1860 war er Generalsuperintendent der Generaldiözese Bremen-Verden, die ihren Amtssitz in Stade hatte. Nach einem im September 1874 erlittenen Schlaganfall wurde er zum 1. April 1875 auf eigenen Wunsch in den Ruhestand versetzt.
Saxer gehörte zu den Mitgründern der Norddeutschen Missionsgesellschaft.

## Auszeichnungen
- Preußischer Kronenorden II. Klasse (1872)

## Werke
- Ueber den wiedererwachten Confessions-Streit. Mit besonderer Beziehung auf die Angelegenheiten der norddeutschen Missions-Gesellschaft. Ein Wort der Liebe an seine Freunde. Stade 1843.